# شماشان

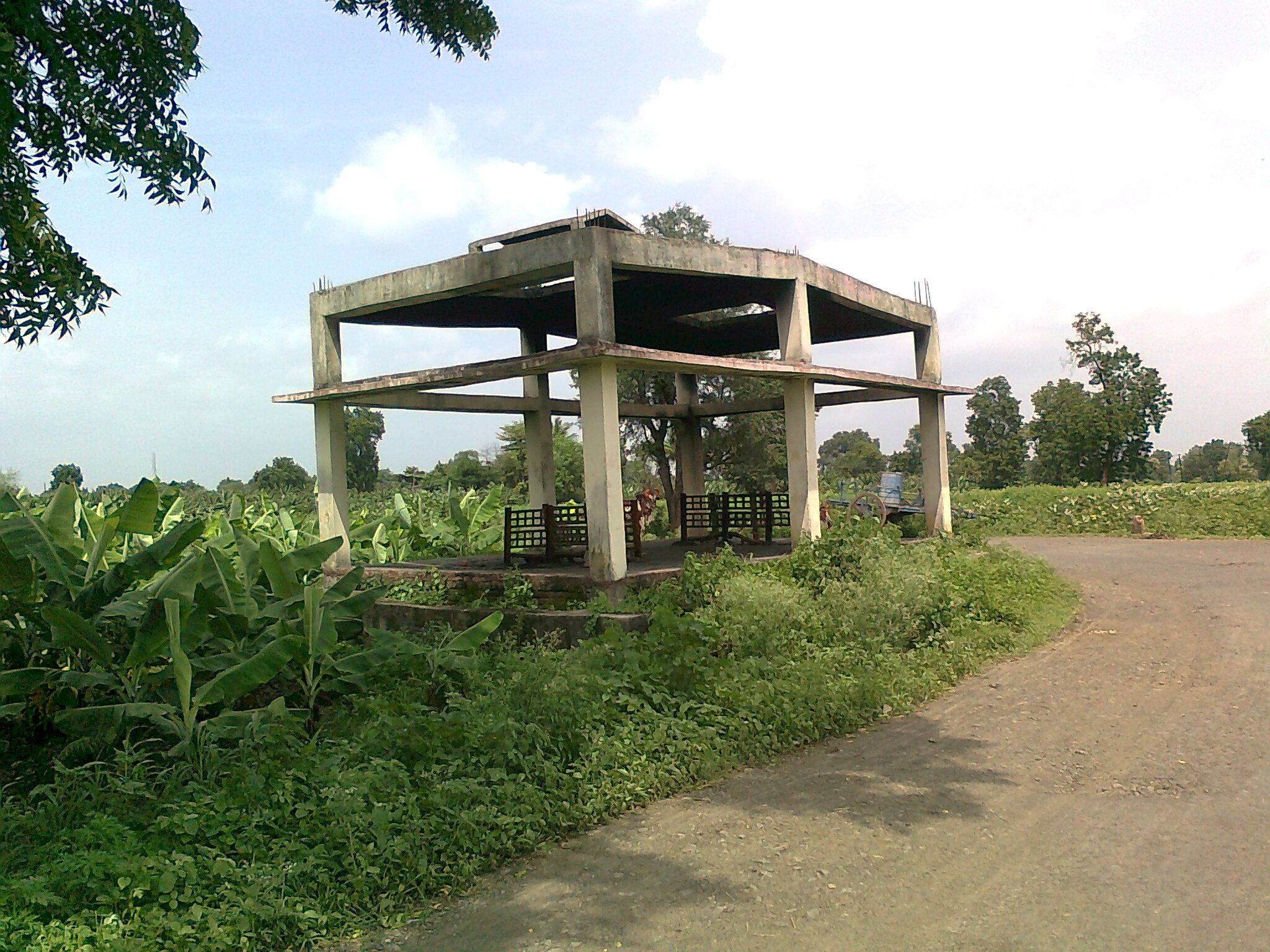
شماشان خارج إحدى القرى الهندية

شماشان هو اسم يطلق على ساحة حرق الموتى الهندوسية حيث توجد المحرقة التي يُجلب إليها الجُثث لحرقها، وغالباً تقع بجانب نهر أو بركة مائية في أطراف المدينة أو القرية. وتكون بالعادة بالقرب من الغات وهو الدرج المؤدي لتجمع مائي.
تعود أصول الكلمة إلى اللغة السنسكريتية فنصف الكلمة شما مؤخوذ من «شافا» وتعني جثة، بينما النصف الآخر شان مأخوذ من «شانيا» وتعني سرير. وتستخدم الديانات الهندية الأخرى مثل السيخية واليانية والبوذية مصطلح شماشان أيضا لوصف طقوس الموتى الآخيرة.